# Хайдек, Майк
Майк Хайдек (нем. Maik Heydeck; род. 8 сентября 1965, Ангермюнде) — немецкий боксёр, представитель тяжёлой весовой категории. Выступал за сборную ГДР по боксу во второй половине 1980-х годов, бронзовый призёр чемпионата мира, обладатель бронзовой медали Игр доброй воли, победитель и призёр многих турниров международного значения, участник летних Олимпийских игр в Сеуле.

## Биография
Майк Хайдек родился 8 сентября 1965 года в городе Ангермюнде, ГДР. Проходил подготовку в Берлине в столичном спортивном клубе «Динамо».
Впервые заявил о себе в боксе 1984 году, когда стал бронзовым призёром чемпионата ГДР в зачёте первой тяжёлой весовой категории и одержал победу на международном турнире «Злотый жубр» в Белостоке.
На чемпионате ГДР 1985 года сумел дойти до финала, выиграл бронзовую медаль на Кубке химии в Галле.
В 1986 году вновь стал серебряным призёром восточногерманского национального первенства, снова получил бронзу на Кубке химии, победил на турнире TSC в Берлине.
В 1987 году опять занял второе место на чемпионате ГДР, помимо этого взял бронзу на Кубке химии, на TSC и на турнире Gee-Bee в Хельсинки, завоевал золото на международном турнире «Таммер» в Тампере. Побывал на чемпионате Европы в Турине, где в 1/8 финала тяжёлого веса был остановлен поляком Анджеем Голотой.
Благодаря череде удачных выступлений удостоился права защищать честь страны на летних Олимпийских играх 1988 года в Сеуле — в категории до 91 кг благополучно прошёл первого соперника по турнирной сетке, тогда как во втором четвертьфинальном бою досрочно потерпел поражение от представителя Южной Кореи Пэк Хён Мана.
После сеульской Олимпиады Хайдек остался в составе восточногерманской сборной и продолжил принимать участие в крупнейших международных соревнованиях. Так, в 1989 году он стал серебряным призёром открытого чемпионата Франции в Сен-Назере, проиграв в финале советскому боксёру Евгению Судакову, и завоевал бронзовую медаль на чемпионате мира в Москве, где на стадии полуфиналов супертяжёлого веса уступил кубинцу Роберто Баладо. Кроме того, был вторым в зачёте первенства ГДР, отметился победой на Кубке Копенгагена в Дании.
В 1990 году добавил в послужной список золотую медаль, полученную на Кубке химии в Галле. Выиграл бронзу на Играх доброй воли в Сиэтле, в полуфинале был побеждён американцем Ларри Дональдом.
Одновременно со спортивной карьерой являлся офицером полиции Бранденбурга.